# Ernest Giddey
Ernest Giddey, né à Brigue le 6 janvier 1924 et mort le 6 mars 2005, est un enseignant et écrivain vaudois.

## Biographie
Originaire de Grandvaux et Lutry, Ernest Giddey après des études de lettres, devient professeur ordinaire de langue et littérature anglaises à la Faculté des lettres de l'Université de Lausanne.
Tout au long de sa carrière, Ernest Giddey a exercé de nombreuses fonctions, parmi lesquelles celles de vice-recteur de l'Université, de membre et de président du Conseil synodal de l'église évangélique réformée du canton de Vaud, de président de l'Académie suisse des sciences humaines et sociales ainsi que président de la Byron International Society. 
Parallèlement Ernest Giddey est l'auteur de trois romans : Sirmione (1987), L'Oriel (1999) et Le Petit bronzino (2002).

## Sources
- « Ernest Giddey », sur la base de données des personnalités vaudoises sur la plateforme « Patrinum » de la Bibliothèque cantonale et universitaire de Lausanne.
- « Ernest Giddey » dans le Dictionnaire historique de la Suisse en ligne.
- Olivier Robert et Francesco Panese, Dictionnaire des professeurs de l'Université de Lausanne, p. 490-491.
- Ernest GIDDEY